# ألعاب القوى في الألعاب البارالمبية الصيفية 2024 – سباق 800 متر للرجال
| الرجال · تي 34 · تي 53 ‏ · تي 54 · النساء · تي 34 · تي 53 ‏ · تي 54 |

جرت منافسات سباق 800 متر للرجال ضمن ألعاب القوى في الألعاب البارالمبية الصيفية 2024 في ملعب فرنسا خلال الفترة من 3 إلى 7 سبتمبر 2024. يتكون هذا السباق من 3 فئات.

## الجدولة
| د | الدور 1 | ن | النهائي |

| التاريخ       | الخميس 5 | الخميس 5 | الجمعة 6 | الجمعة 6 | السبت 7 | السبت 7 |
| المسابقة      | ص        | م        | ص        | م        | ص       | م       |
| ------------- | -------- | -------- | -------- | -------- | ------- | ------- |
| تي 34 800 متر |          |          | د        |          | F       |         |
| تي 53 800 متر | د        | ف        |          |          |         |         |
| تي 54 800 متر | د        | ف        |          |          |         |         |

## جدول الميداليات
فيما يلي ملخص للميداليات الممنوحة في جميع منافسات سباقات 800 متر.
| Classification | الذهبية              | الذهبية        | الفضية                    | الفضية     | البرونزية                       | البرونزية |
| -------------- | -------------------- | -------------- | ------------------------- | ---------- | ------------------------------- | --------- |
| تي 34          | أوستن سمينك · كندا   | 1:39.27        | تشايوات راتانا · تايلاند  | 1:39.48    | ريد ماكراكين · أستراليا         | 1:40.13   |
| تي 53          | برينت لاكاتوس · كندا | 1:37.32 SB     | بونغساكورن بايو · تايلاند | 1:38.26    | برايان سيمان · الولايات المتحدة | 1:38.44   |
| تي 54          | جين هوا · الصين      | 1:28.20 PR، AR | داي يونكيانغ · الصين      | 1:29.94 PB | مارسيل هغ · سويسرا              | 1:30.98   |

## النتائج
فيما يلي نتائج النهائيات فقط لكل حدث من أحداث 800 متر رجال في كل تصنيف. تفاصيل إضافية لكل حدث، بما في ذلك نتائج التصفيات وأنصاف النهائيات عند الحاجة، متوفرة في الصفحة المخصصة لذلك الحدث.

### تي 34
جرى السباق النهائي الخاص بهذا التصنيف في 7 سبتمبر 2024 على الساعة 10:12:
| الترتيب | الاسم          | الجنسية         | الزمن   | ملاحظات |
| ------- | -------------- | --------------- | ------- | ------- |
| الأول   | أوستن سمينك    | كندا            | 1:39.27 |         |
| الثاني  | تشايوات راتانا | تايلاند         | 1:39.48 |         |
| الثالث  | ريد ماكراكين   | أستراليا        | 1:40.13 |         |
| 4       | وانغ يانغ      | الصين           | 1:40.14 |         |
| 5       | وليد كتيلة     | تونس            | 1:41.07 |         |
| 6       | إسحاق تاورز    | بريطانيا العظمى | 1:41.68 |         |
| 7       | علي رادي أرشيد | قطر             | 1:41.84 |         |
| 8       | روبيرتو ميشيل  | موريشيوس        | 1:42.17 | SB      |

### تي 53
جرى السباق النهائي الخاص بهذا التصنيف في 5 سبتمبر 2024 على الساعة 19:58:
| الترتيب | الاسم           | الجنسية          | الزمن   | ملاحظات |
| ------- | --------------- | ---------------- | ------- | ------- |
| الأول   | برينت لاكاتوس   | كندا             | 1:37.32 |         |
| الثاني  | بونغساكورن بايو | تايلاند          | 1:38.26 |         |
| الثالث  | برايان سيمان    | الولايات المتحدة | 1:38.44 |         |
| 4       | بيير فيربانك    | فرنسا            | 1:40.69 |         |
| 5       | بيشيت كرونغغيت  | تايلاند          | 1:40.71 |         |
| 6       | ماسابيري آرساي  | تايلاند          | 1:40.91 |         |
| 7       | يو بيونغ-هون    | كوريا الجنوبية   | 1:41.20 | SB      |
| 8       | محمد نضال خليفي | تونس             | 1:42.50 | AR      |

### تي 54
جرى السباق النهائي الخاص بهذا التصنيف في 5 سبتمبر 2024 على الساعة 20:21:
| الترتيب | الاسم            | الجنسية          | الزمن   | ملاحظات |
| ------- | ---------------- | ---------------- | ------- | ------- |
| الأول   | جين هوا          | الصين            | 1:28.20 | PR      |
| الثاني  | داي يونكيانغ     | الصين            | 1:29.94 | PB      |
| الثالث  | مارسيل هغ        | سويسرا           | 1:30.98 |         |
| 4       | ناثان ماغواير    | بريطانيا العظمى  | 1:31.09 |         |
| 5       | دانييل رومانتشوك | الولايات المتحدة | 1:31.24 |         |
| 6       | أثيوات بينغ-نويا | تايلاند          | 1:31.27 |         |
| 7       | سايشون كونجين    | تايلاند          | 1:31.60 |         |
| 8       | هو يانغ          | الصين            | 1:31.89 | SB      |